# 兰考南站
兰考南站是徐兰客运专线东段郑徐客运专线的一个车站，2016年9月10日开通。车站位于中国河南省开封市兰考县兰兴工业区，毗邻连霍高速。日兰高速铁路也于2024年7月18日接入该站。2017年春运期间，每天共计有43趟高铁在兰考南站设有停点，可以直接到达上海、北京、杭州、苏州、西安等地，高铁站的开通也增进了兰考与外界交流互动，促进了当地的经济成长。